# NuMega
NuMega (NuMega Technologies) — небольшая американская компания, специализировавшаяся по разработке программного обеспечения, наибольшую известность получила как создатель отладчика SoftICE.
Основана в 1987 году Франком Гроссманом и Джимом Москуном в городе Мэрримеке (штат Нью-Гэмпшир), впоследствии в Нэшуа в том же штате. В 1997 году поглощена компанией Compuware. В 2009 году активы, унаследованные от NuMega, Compuware продала британской фирме Micro Focus.